# 아라도
아라도(Arado Flugzeugwerke)는 원래 "Flugzeugbau Friedrichshafen" 회사의 바르네뮌데 공장으로 설립된 독일 항공기 제조업체로, 제1차 세계 대전과 제2차 세계 대전 동안 지상 기반 군용 항공기와 수상 비행기를 생산했다.

## 항공기
아라도 항공기에는 다음이 포함된다.
- 아라도 L 1: 스포츠용 비행기
- 아라도 L II: 스포츠 비행기
- 아라도 S I: 토목 훈련사
- 아라도 S III: 민간 훈련사
- 아라도 SC I: 토목 훈련사
- 아라도 SC II: 민간 훈련사
- 아라도 SD I: 프로토타입 전투기
- 아라도 SD II: 프로토타입 전투기
- 아라도 SD III: 프로토타입 전투기
- 아라도 SSD I: 프로토타입 전투기 수상 비행기
- 아라도 V I – 여객기
- 아라도 W 2 – 민간 훈련기 수상 비행기
- 아라도 Ar 64: 전투기 (복엽기)
- 아라도 Ar 65: 전투기/훈련기(복엽기 – Ar 64 재엔진)
- 아라도 Ar 66: 훈련기 + 야간 전투기
- 아라도 Ar 67: 전투기(복엽기)(시제품)
- 아라도 Ar 68: 전투기 (복엽기)
- 아라도 Ar 69 훈련기(복엽기)(시제품): 1933
- 아라도 Ar 76: 전투기(복엽기) + 훈련기
- 아라도 Ar 77: 훈련기 + 경전투기
- 아라도 Ar 79: 훈련기 + 민간 항공기
- 아라도 Ar 80: 전투기(시제품)
- 아라도 Ar 81: 2인승 복엽기(시제품)(1936)
- 아라도 Ar 95: 해안순찰+공격(복엽수상기)
- 아라도 Ar 96: 훈련기
- 아라도 Ar 195: 항공모함 기반 뇌격기
- 아라도 Ar 196: 함정 정찰 + 해안 순찰(수상 비행기)
- 아라도 Ar 197: 해군 전투기 (복엽기 - Ar 68에서 파생됨)
- 아라도 Ar 198: 정찰
- 아라도 Ar 199: 수상비행기 훈련기
- 아라도 Ar 231: 접이식 U보트 정찰기(시제품)
- 아라도 Ar 232: 수송
- 아라도 Ar 233 수상비행기(개념): 1940
- 아라도 Ar 234 Blitz ('Lightning'): 폭격기 (제트 엔진)
- 아라도 Ar 240: 중전투기 + 공격
- 아라도 Ar 296 훈련기: Ar 96과 유사하지만 모두 목재로 제작됨
- 아라도 Ar 340: 중형 폭격기
- 아라도 Ar 396: 훈련기
- 아라도 Ar 432 수송용: Ar 232와 유사하지만 목재와 금속 구조가 혼합됨
- 아라도 Ar 440: 중전투기 + 공격
- 아라도 Ar 532: 운송 취소

RLM 하의 주요 내부 제2차 세계 대전 프로젝트는 아래와 같다.
- 아라도 E.240
- 아라도 E.300
- 아라도 E.310
- 아라도 E.340
- 아라도 E.370
- 아라도 E.371
- 아라도 E.375
- 아라도 E.377
- 아라도 E.377
- 아라도 E.380
- 아라도 E.381/I
- 아라도 E.381/II
- 아라도 E.381/III
- 아라도 E.385
- 아라도 E.390
- 아라도 E.395
- 아라도 E.396
- 아라도 E.401
- 아라도 E.430
- 아라도 E.432
- 아라도 E.433
- 아라도 E.440
- 아라도 E.441
- 아라도 E.470
- 아라도 E.480
- 아라도 E.490
- 아라도 E.500
- 아라도 E.530
- 아라도 E.532
- 아라도 E.555
- 아라도 E.560
- 아라도 E.561
- 아라도 E.580
- 아라도 E.581.4
- 아라도 E.581.5
- 아라도 E.583
- 아라도 E.625
- 아라도 E.632
- 아라도 E.651
- 아라도 E.654
- 아라도 Ar 프로젝트 II 제트 전투기